# Houillères du Dauphiné
Pour les articles homonymes, voir HBD.

Localisation du gisement sur la carte des bassins houillers français.

Les houillères du Dauphiné également appelées houillères du Bassin du Dauphiné ou HBD, sont des mines de charbon (anthracite) situées en Matheysine autour de la commune de la Mure en Isère. Bien que la présence du charbon en Matheysine fût connue dès le Moyen Âge, c'est au début du XIXe siècle que l'exploitation du bassin du Dauphiné va connaître son développement.

## Histoire

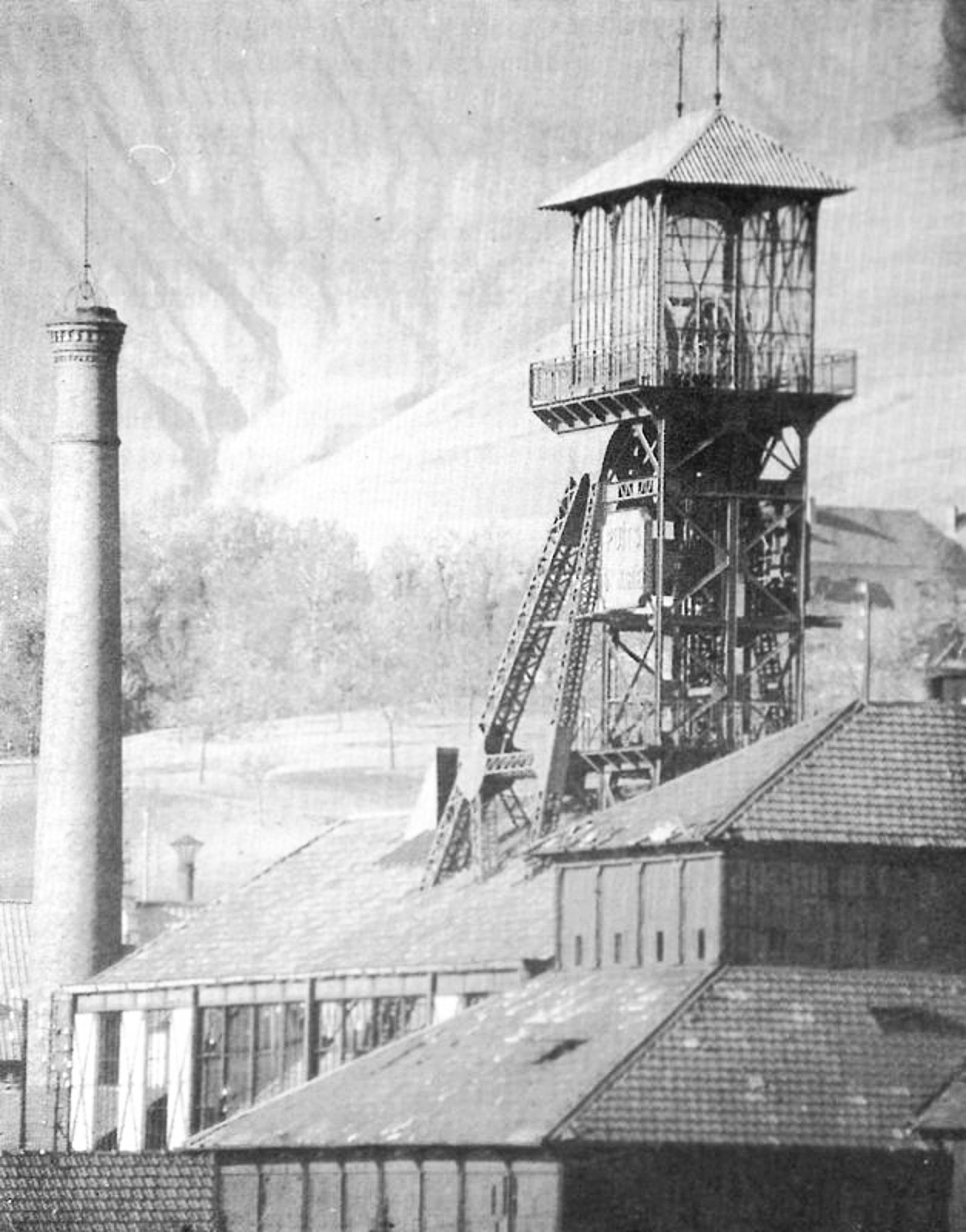
Puits Sainte-Marie d'Aveillans.

Bien que connu dès le Moyen Âge, il semble que le charbon de la Matheysine n’ait été exploité qu’à partir du XVIIe siècle pour alimenter les usines à chaux de la région grenobloise. On sait qu’en 1768, le baron de Venterol, seigneur de La Motte fait creuser des galeries d’exploitation. À la Révolution, les biens du seigneur de Venterol furent confisqués ; les exploitations « sauvages » se multiplièrent sous l’Empire et grâce à l’action de l’Ingénieur du corps des mines Héricart de Thury, le gisement fut concédé. 
La première concession du Peychagnard fut accordée le 1er novembre 1805 (10 brumaire an XIV) sur 288 ha au profit de Louis Perrin. La concession des Chuzins fut attribuée le 28 août 1835 à Henri Giroud sur 281 ha (modifiée le 16 septembre 1904) et la concession de Prunières est accordée le même jour sur 374 ha à Étienne Badier. Ces trois concessions sont regroupées sous le nom de concession du Peychagnard par fusion autorisée par décret du 25 avril 1912 sous la houlette de la Compagnie des mines d’anthracite de La Mure. Elle s’étend sur 1 370 ha.
Par ailleurs, sont accordées le 4 juillet 1806 la concession de La Grand’Draye à Jules Giroud (géomètre et entrepreneur à La Mure) sur 276 ha, le 18 septembre 1806, la concession des Béthoux (821 ha) à un notaire, Me Trembley, le 9 août 1834 la concession de Serre-Leycon (206 ha) à la société Baron, Faure, Reynier et compagnie, et le 16 septembre 1834 la concession du Chatelard. Plus tard, le 16 septembre 1904 est attribuée à la compagnie de mines d’anthracite de la Mure, la concession de Mollard de Vaulx. Ces cinq concessions (La Grand’Draye, Les Bethoux, Serre-Leycon, Chatelard et Le Mollard) sont fusionnées par décret du 25 avril 1912 dans une grande concession de 1.943 ha dite La Motte-d'Aveillans et attribuée à la Compagnie des mines d’anthracite de La Mure. 
En 1919, la Compagnie des mines d’anthracite de La Mure rachète la concession de la Jonche (1.610 ha) propriété de la compagnie des mines d'anthracite de la Jonche puis la concession du Marais de La Mure qui avait été attribuée, sur 549 ha, le 10 avril 1894 à Germain Bonne, Auguste Reynier et Hernance Reynier, Dr Dufour et Pierre Berthier puis apportée à la société des mines d’anthracite de la Jonche. Ces mutations à la compagnie de La Mure sont officialisées par décrets des 12 août 1919 et 21 février 1925. 
La nationalisation opérée par décret du 28 juin 1946 (effet au 1er juillet 1946) concerne la Compagnie des Mines de La Mure, la compagnie minière de la Jonche, la concession des Boines (appartenant à P. M. Durant)  et la concession du Majeuil. Ce décret créé les Houillères de bassin du Dauphiné qui seront intégrées en 1968 dans les Houillères de bassin du Centre-Midi.
En Matheysine, trois puits principaux ont été foncés : le puits Sainte Marie à La Motte-d'Aveillans (1905), le puits des Rioux à Prunières (1942) et le puits du Villaret à Susville  (1948).
De 1948 à 1970, le rendement fond des HBD triple et passe de 1 000 tonnes/homme/poste à 3 147 tonnes homme/poste. La production passe de 385 000 tonnes en 1948 et atteint en 1966 un record de 791 000 tonnes.
Le dernier puits en activité, le puits du Villaret, sis sur la commune de Susville, ferme le vendredi 28 mars 1997.
Au plus fort de leur production, les houillères de la Matheysine n'ont jamais représenté plus de 1,5 % de la production française.
De nos jours on peut visiter une ancienne galerie de mine à La Motte-d'Aveillans.

Patrimoine minier.
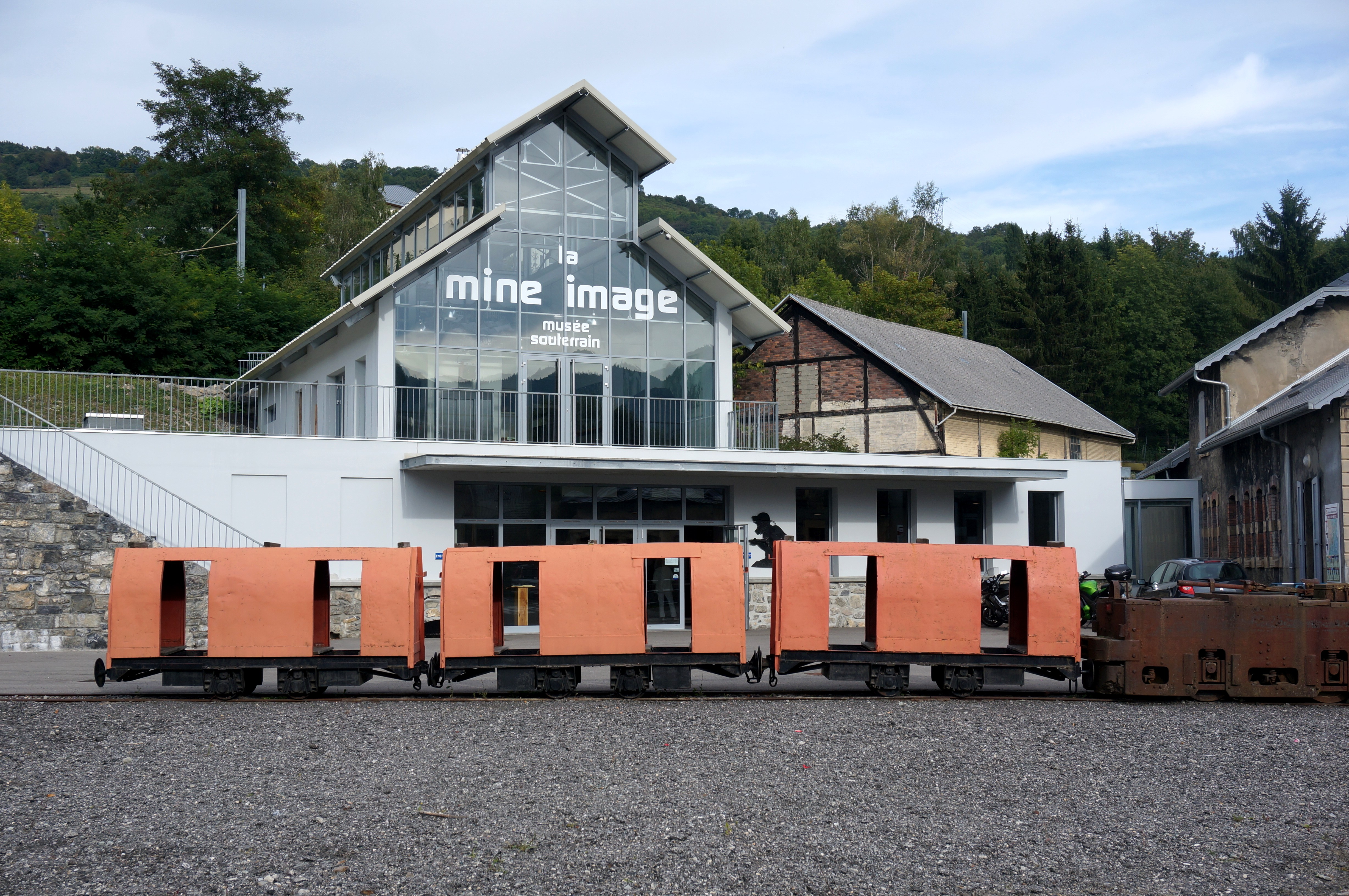
La Mine image.
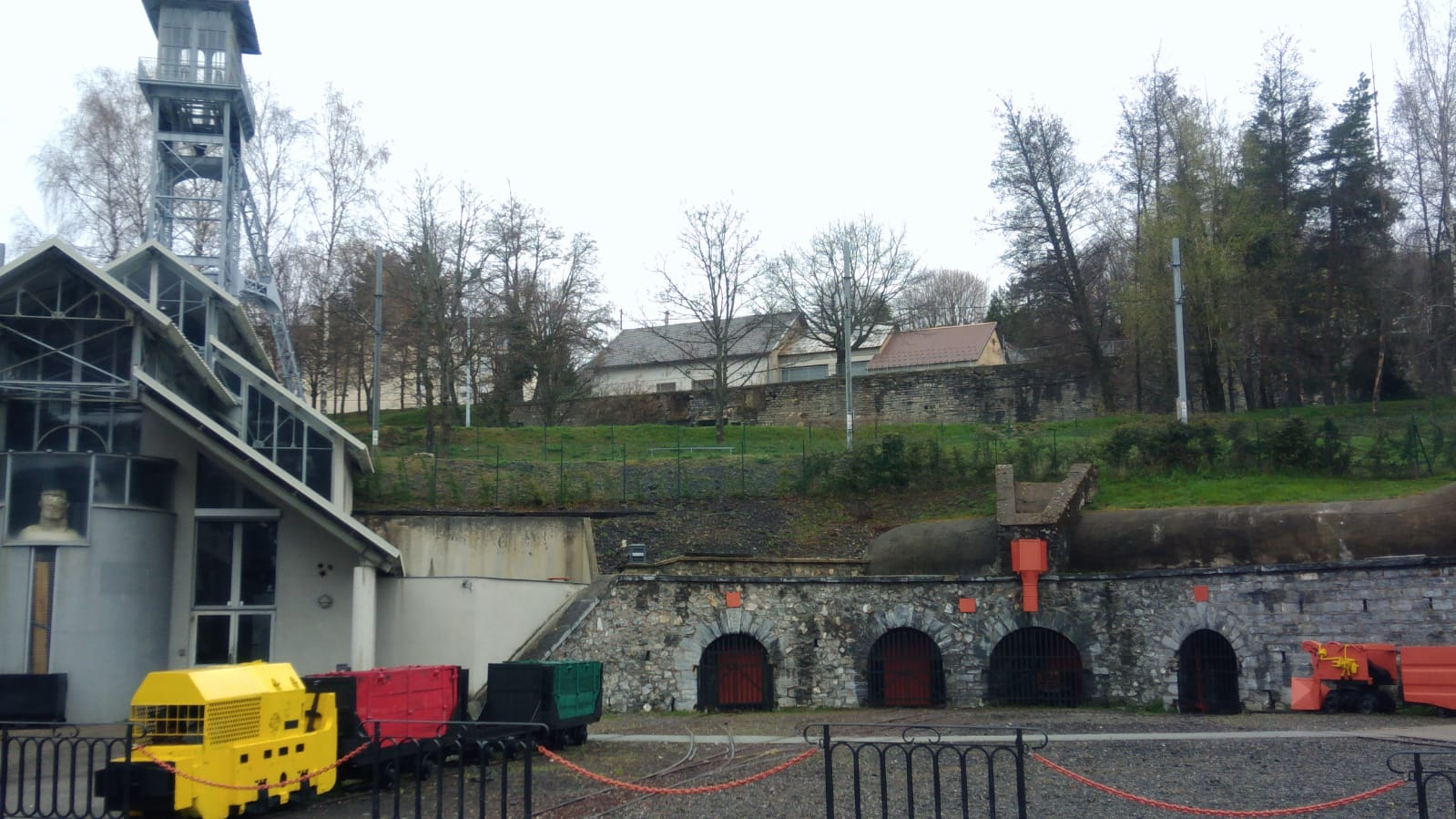
Les galeries et le premier musée.
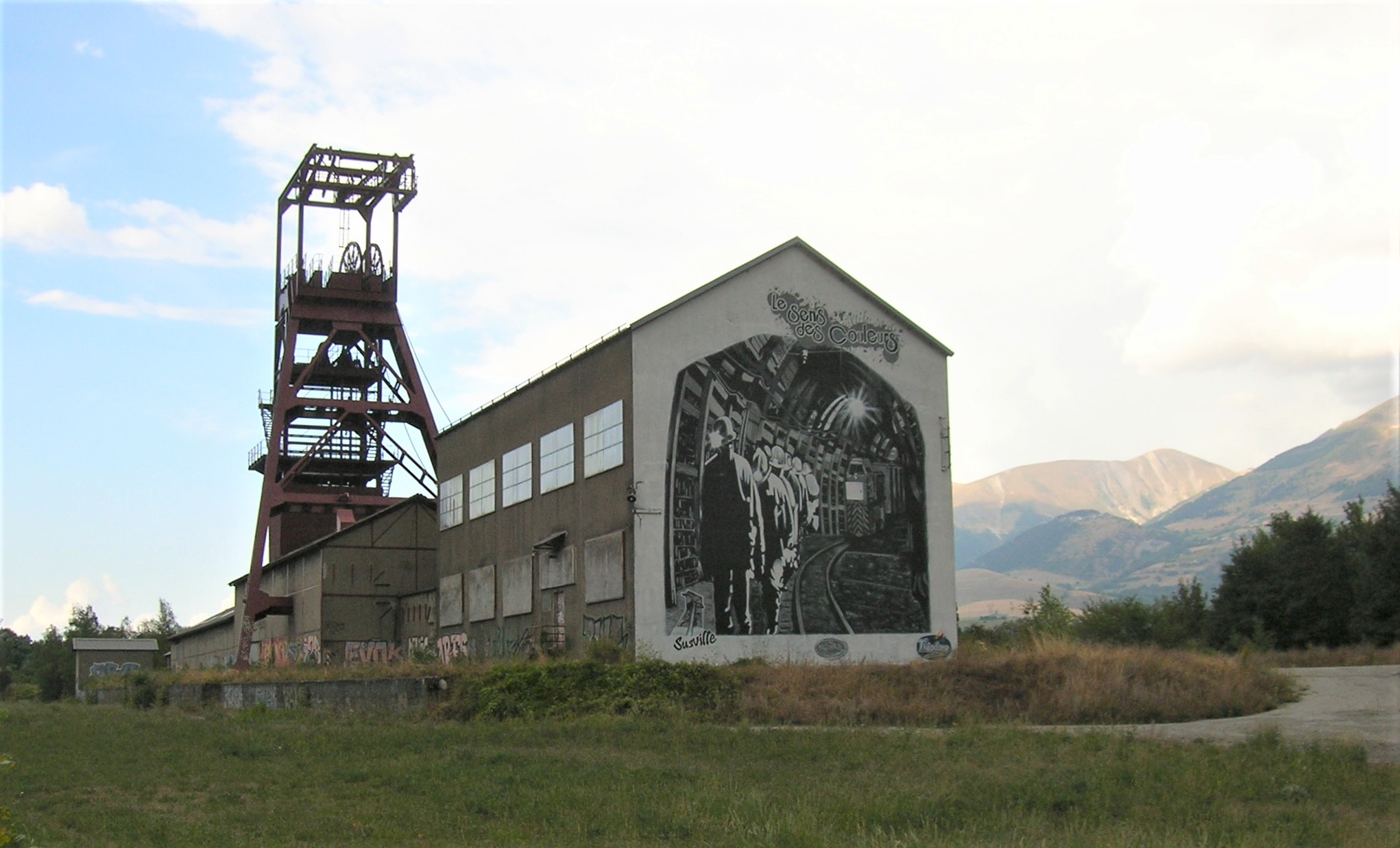
Le puits du Villaret.
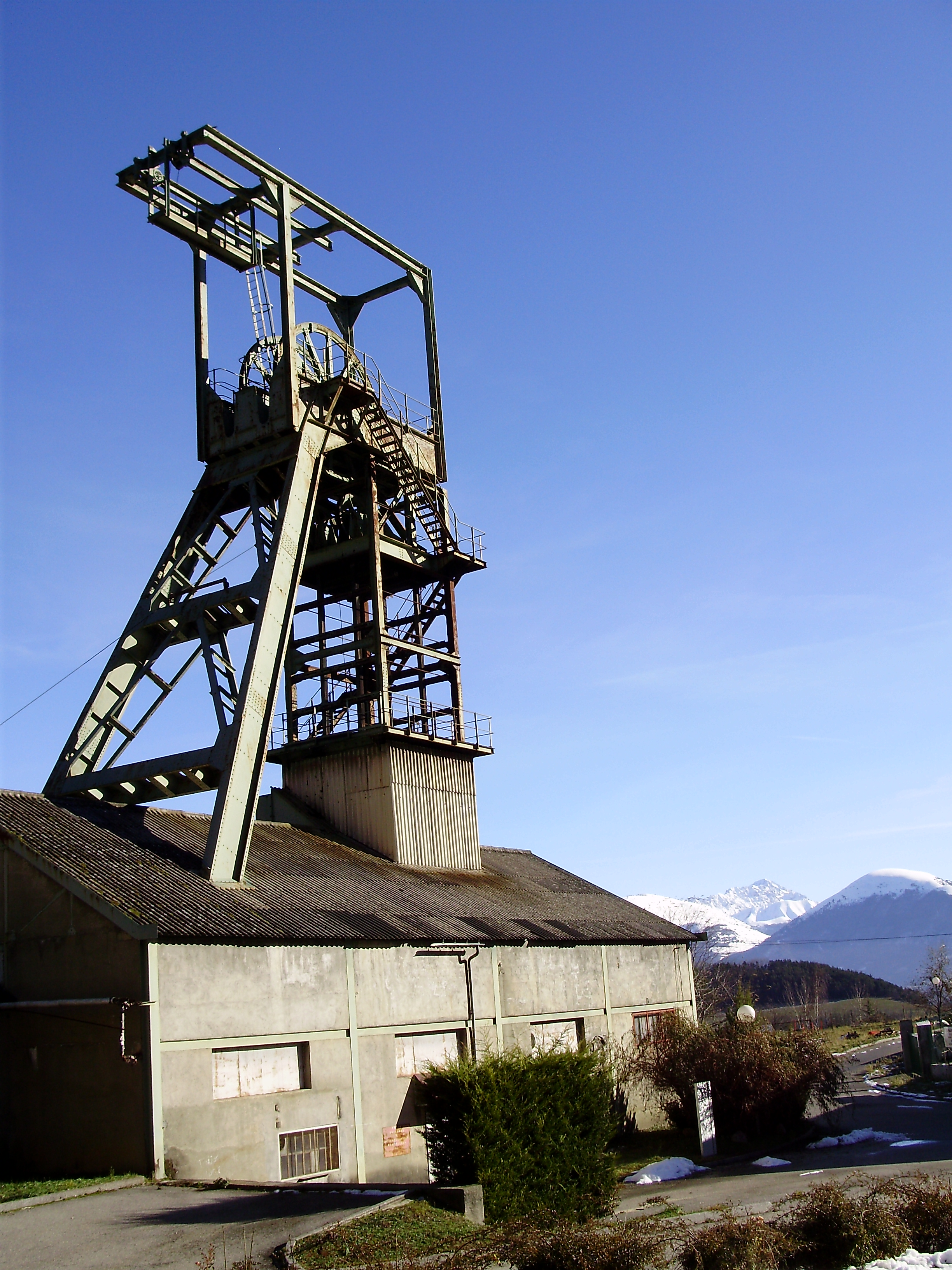
Puits des Rioux.

### Dates principales
- 1455 : un texte mentionnant clairement qu'il existait une exploitation de charbon aux environs de La Mure, est découvert. Création d'un poste de maître-mineur dans la châtellenie de La Mure.
- 1640 : le charbon de La Motte d'Aveillans est utilisé pour cuire la chaux destinée aux fortifications de Grenoble.
- 1768 : ouverture de la première galerie horizontale de la mine de la Motte d'Aveillans par le Seigneur de la Motte.
- 1806 : Napoléon Ier accorde les premières concessions : La première concession fut octroyée le 1er novembre 1805 au Peychagnard à Louis Perrin. La concession de la Grand'Draye a été accordée le 4 juillet 1806 à Jules Giroud (entrepreneur géomètre à La Mure). La concession des Bethoux fut attribuée le 18 septembre 1806 à Maître Tremblay (un notaire). L'association de ces trois concessions fut le fondement de La Compagnie des mines de La Mure. Début de l'extraction rationnelle du minerai.
- 1820 : production des mines de La Motte : 5 000 tonnes.
- 1856 : naissance de la Compagnie des Mines d'anthracite de La Mure.
- 1888 : mise en service du train La Mure - St-Georges-de-Commiers, véritable coup de fouet à la production minière.
- 1903 : électrification de la ligne de train La Mure - St-Georges (1re ligne électrifiée au monde).
- 1913 : production de l'ensemble du site de La Mure : 300 000 tonnes.
- 1946 : nationalisation des Mines de La Mure qui deviennent "Les Houillères du bassin du Dauphiné", et emploieront jusqu'à 3 618 mineurs.
- 1955 : production de l'ensemble du site de La Mure : 400 000 tonnes. Production française de charbon : 55 Mt. Consommation française : 70 Mt.
- 1956  : fermeture du site minier de La Motte d'Aveillans. Développement de celui du Villaret.
- 1966  : record de production du site: 791 000 tonnes (1,5 % de la production française de charbon de 51,8 Mt).
- 1968  : première annonce de fermeture.
- 1970 : production française : 40,6 Mt. Consommation française : 57,2 Mt.
- 1974 : à la suite de la crise pétrolière, reprise des embauches.
- 1992 : dernier sursis accordé par Pierre Bérégovoy (premier ministre) jusqu'en 1997.
- 1994 : production française de charbon : 9,4 Mt. Consommation française : 23,8 Mt.
- 1995 : ouverture du musée de La Mine image.
- 1997 : arrêt de la production du puits du Villaret.
- 2000 : fermeture définitive des Houillères du Bassin du Dauphiné.

## Situation du bassin minier
Situé à 900 mètres d 'altitude, le gisement minier du Dauphiné se situe sur le plateau matheysin qui domine Grenoble, au cœur de la zone cristalline de Belledonne. Il se décompose en deux grands gisements :
- Au nord, le groupe du Connest (exploité principalement au XIXe siècle) et,
- Au sud, le groupe du Villaret (exploité lors des phases récentes) situé sous le massif du Sénépy.

Alors que La Motte-d'Aveillans est installée sur le plateau Matheysin, prolongement méridional de l’accident médian de Belledonne, les deux massifs situés à l’ouest correspondent au rameau externe de Belledonne. À l’ouest de l’accident médian de Belledonne, l’épaisseur du Lias diminue très fortement, en effet, un hémigraben s’est formé dans cette zone au moment du rifting intra-continental ce qui a considérablement limité la sédimentation liasique facilitant l’accès aux veines de charbon.
Les gisements sont issus de bassins limniques du Carbonifère. Il y a 300 millions d’années, l’Europe appartient au Gondwana, continent qui se trouve au niveau de l’équateur. La végétation abondante est constituée presque exclusivement de fougères. Régulièrement la subsidence provoque la submersion des terrains marécageux, la végétation meurt, elle est recouverte d’alluvions qui en stoppent la dégradation organique. L’accumulation des terrains liée à l’histoire des Alpes va alors permettre sa transformation en anthracite par le métamorphisme associé à la surrection des Alpes.
Le gisement du plateau matheysin se découpe en cinq couches d'épaisseurs distinctes, qui seront numérotées dans l’ordre de la plus récente à la plus ancienne :
- La couche N°1, de faible puissance[2], mesure entre 50 et 60 centimètres. On ne la rencontre que dans très peu d’endroits. Elle est séparée d’une distance de 8 à 10 mètres de la couche N°2 et, par endroits, les deux couches semblent se réunir.
- La couche N°2 est la principale ; on l’appelle la Grande Couche. En effet la puissance de celle-ci est en moyenne de 6 à 7 mètres, et elle peut s’élever par endroits à 12 voire 15 mètres. Cette couche est exploitée sous divers noms suivant les concessions GrandDraye, Combe Ramuse, Peychagnard.
- La couche N°3 est la couche Henriette. D’une puissance moyenne de 1 mètre elle est séparée de la Grande Couche d’environ 50 mètres.
- La couche N°4 est appelée couche du Bois de Bataille. Celle-ci est séparée en trois sous-couches séparées par des bancs de grès. Sa puissance moyenne est de 2 mètres réduite à 1,50 mètre si l’on ne tient compte que de l’anthracite. La distance entre la couche Henriette et Bois de Bataille oscille entre 25 et 40 mètres.
- La couche N°5 a une puissance de 60 centimètres. Elle est située à 20 à 25 mètres sous la précédente. Sa faible puissance la fait considérer comme inexploitable. Sous cette dernière couche on trouve une couche d’environ 150 mètres d’épaisseur de grès extrêmement dur avant d’arriver sur des schistes talqueux.